# جيمي ويستون
جيمي ويستون (بالإنجليزية: Jimmy Weston)‏ (16 سبتمبر 1955 في المملكة المتحدة - ) هو لاعب كرة قدم بريطاني في مركز الوسط. لعب مع نادي بلاكبول ونادي توركي يونايتد وويغان أتلتيك وSkelmersdale United F.C. ‏ ونادي موركامب.